# Burewala
Burewala é uma cidade do Paquistão localizada na província de Punjab.